# Stazioni ferroviarie di Napoli
1 Bagnoli-Agnano Terme
2 Campi Flegrei
3 Centrale / Piazza Garibaldi
4 Cavalleggeri Aosta
5 Gianturco
6 Mergellina
7 Montesanto (RFI)
8 Piazza Amedeo
9 Piazza Cavour
10 Piazza Leopardi
11 Pietrarsa-San Giorgio a Cremano
12 San Giovanni-Barra
13 Traccia
14 Agnano
15 Argine Palasport
16 Bagnoli-Città della Scienza
17 Barra
18 Bartolo Longo
19 Botteghelle
20 Centro Direzionale
21 Corso Vittorio Emanuele
22 Dazio
23 Fuorigrotta
24 Garibaldi
25 La Trencia
26 Madonnelle
27 Montesanto (EAV)
28 Mostra-Stadio Maradona
29 Pianura
30 Piave
31 Pisani
32 Poggioreale
33 Ponticelli
34 Porta Nolana
35 San Giovanni a Teduccio
36 Santa Maria del Pozzo
37 Soccavo
38 Traiano
39 Vesuvio de Meis
40 Via Gianturco
41 Villa Visconti
42 Edenlandia
La città di Napoli conta 43 stazioni ferroviarie attualmente in uso per il servizio viaggiatori, di cui 14 gestite da RFI (parte di FSI) e 29 da EAV (azienda mobilità della Regione Campania). Il principale scalo ferroviario è la stazione di Napoli Centrale.
Le stazioni di RFI sono quasi tutte poste sul passante ferroviario, mentre la rete EAV comprende 8 linee urbane e suburbane (le 2 linee flegree, Cumana e Circumflegrea; le 5 linee della Circumvesuviana).
Sia sul passante sia sulle linee EAV è espletato un servizio ferroviario di tipo metropolitano; in molte stazioni è possibile effettuare l'interscambio (più o meno diretto) tra i due sistemi o con la metropolitana di Napoli gestita da ANM.
Numerose ulteriori stazioni sono in fase di realizzazione (come la stazione di Napoli Galileo Ferraris sul passante RFI o le stazioni della linea 7 EAV).